# Ulrich Schäffer
Ulrich Schäffer (* 20. August 1958) ist ein ehemaliger deutscher Fußballspieler.

## Werdegang
Der Stürmer Ulrich Schäffer begann seine Karriere beim Bünder SV, mit dem er in der Saison 1978/79 in der seinerzeit drittklassigen Oberliga Westfalen spielte. Im Sommer 1979 wechselte Schäffer in die 2. Bundesliga zum SC Herford, der gerade in diese Liga aufgestiegen war. Schäffer gab sein Debüt am 1. September 1979 beim 4:0-Sieg der Herforder gegen den OSC Bremerhaven. Am Saisonende verließ er Herford und schloss sich dem FC Gohfeld an. Ulrich Schäffer absolvierte zwölf Zweitligaspiele und blieb dabei ohne Torerfolg.